# Джераш
Джераш (араб. مدينة جرش‎, стародавні назви — Гераса (грец. Γέρασα), Гарашу (івр. גַ'רַש)) — місто на півночі Йорданії. Розташоване приблизно за 48 км на північ від Аммана, на висоті 527 м над рівнем моря..

## Історія
Перші поселення на місці сучасного Джераша виникли ще в епоху неоліту (7500-5500 років до н.е.). Людей у цей район приваблювала благодатна природа та родючий ґрунт, які допомагали забезпечити себе їжею та надавали прихисток від пекучого сонця.
У 2 столітті до н.е. існуюче семітське поселення було перезасноване як елліністичний поліс Антиохія-на-Хрисорроасі. З 64/63 р. до н.е. вона опинилась під владою Риму та була включена до так званого Декаполіса, міста якого мали певний ступінь автономії й були центрами греко-римської культури серед навколишніх арамейських, набатейських та юдейських поселень. Епоха римського правління вважається золотим століттям Джераша, який носив тоді назву Гераса.

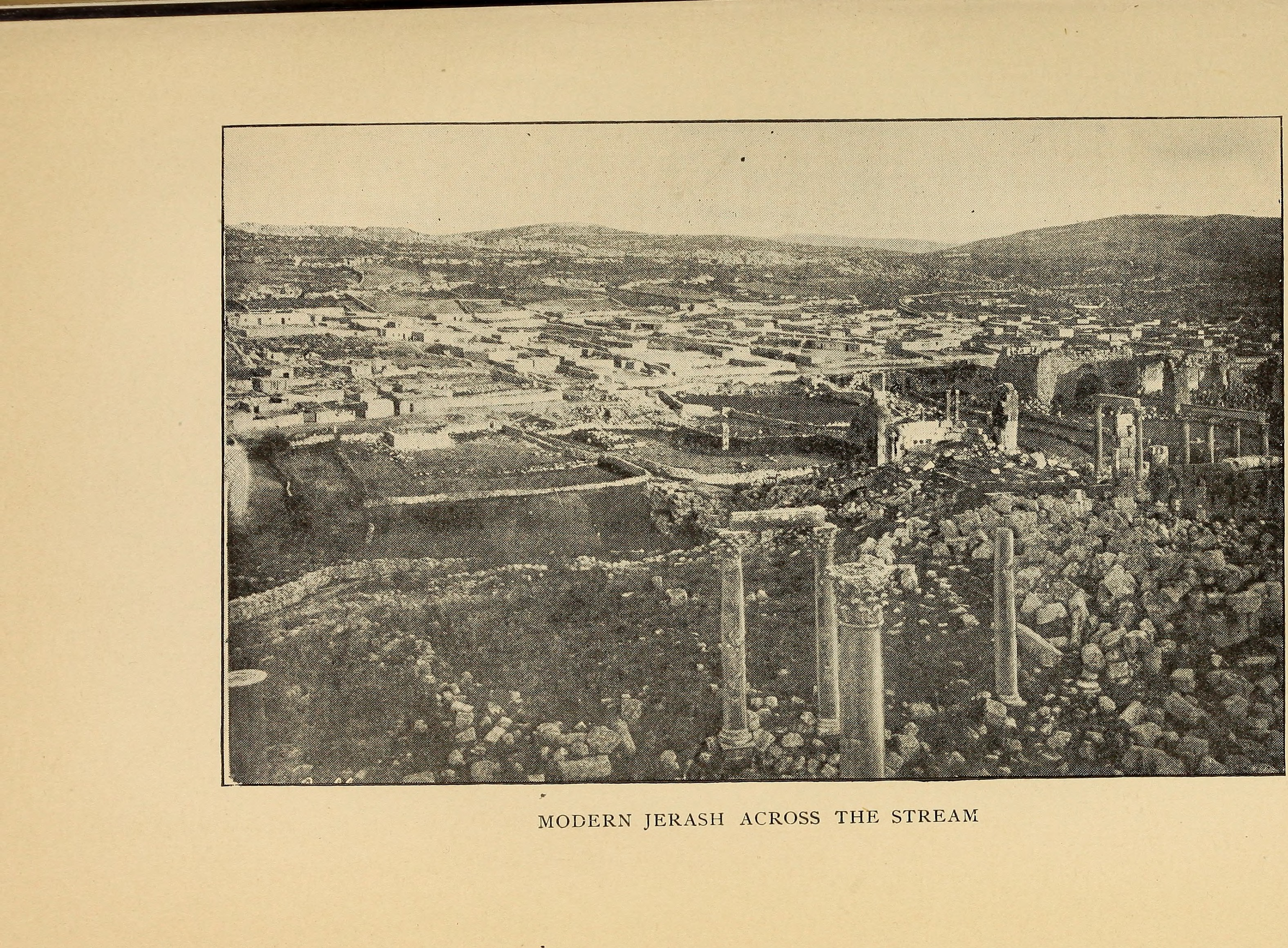
Селище Джераш у 1900-му

Надалі місто потрапляє до складу Візантійської імперії і стає значущим центром християнства. На той час тут налічувалося близько 15 церков, що розташувалися як в старовинних будівлях, так і у спеціально побудованих нових.
Після 636 року новими правителями міста, котре отримало назву Джераш, стали араби, якими з 650-х років та до середини наступного століття правили халіфи з династії Омеядів. У цей період, як випливає з наявних джерел, життя городян не зазнало сильного тиску з боку нової влади, проте сильний землетрус 749 року став трагічним для міського поселення. Джераш зазнав масштабних руйнувань, а вцілілі мешканці переважно полишили його.

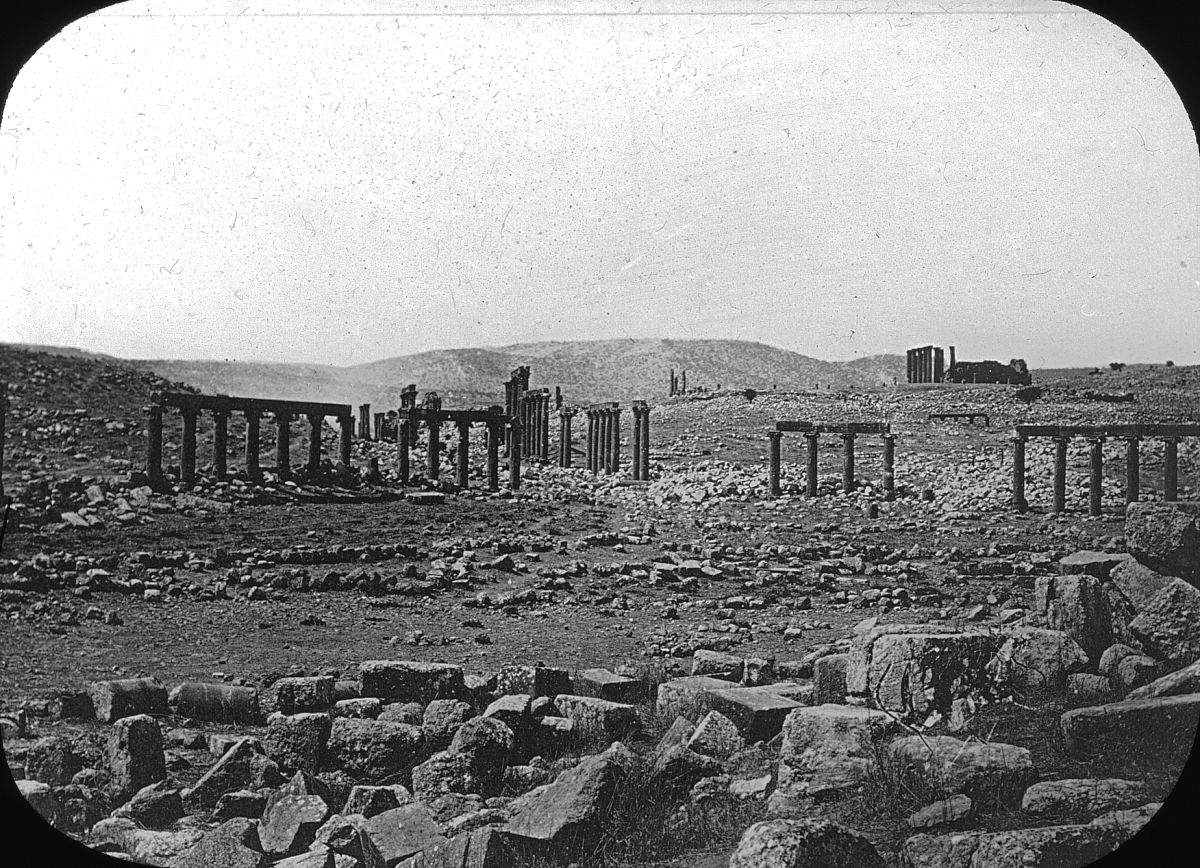
Вигляд руїн Гераси у першій чверті 20 століття

У 1121 році, в епоху хрестових походів, створена мусульманами на основі стародавнього Храму Артеміди фортеця була взята штурмом військами єрусалимського короля Балдуїна II. Невдовзі після цього арабський географ Якут подорожував через Джераш та побачив тут лише "поле руїн". Християнський мандрівник XII століття Вільгельм Тірський відзначав, що руїни Джерашу полишені вже давно.
В період владарювання мамелюків на місці колишнього міста відзначена наявність певних мешканців, проте після XVI століття ця територія знов повністю спустіла. У підсумку руїни Гераси виявилось похованим під селевими потоками, викликаними тривалими зливами. Втім, саме це врятувало його залишки від розорення та зберегло їх під товщею землі та піску до наших днів.
Початок відбудови Джерашу припав на кінець 19 століття, коли тут оселились втікачі з Кавказу — черкеси, котрі заснували своє поселення на місці східної частини колишнього міста. Як наслідок, ця половина Гераси виявилася недоступна для початих у 1925 році археологічних розкопок. В Джераші існують побудовані черкесами мечеть та стара будівля школи, а також діють торгові ряди, що належать нащадкам тих переселенців. Саме черкеси принесли традицію установки в будинках Джераша печей з димоходами.

## Туристичний Джераш

### Споруди
Збережені до наших днів руїни Гераси є одним з найбільш вражаючих взірців античного міста. Серед його пам'яток можна назвати пропілеї Храму Артеміди та сам Храм Артеміди, німфей (монументальний фонтан), Овальну площу та вулиці з колонами, Храм Зевса, Арку Адріана, тетрапілон, дворик з фонтаном та багато інших.
Від візантійської епохи залишилися 18 церков, більшість з яких — із мозаїчною підлогою. Збереглися і великі ділянки міської стіни з чотирма воротами.

### Джерашський археологічний музей
У музейній експозиції представлені знахідки, зроблені в Джераші та околицях. Колекція відображає всі археологічні епохи регіону — від неоліту до мамелюкського часу: кераміка, скло, вироби з металу, монети, а також дорогоцінні камені, фігурки і статуетки, кам'яні та мармурові вівтарі, мозаїки. В саду розміщені мармурові статуї й кам'яні саркофаги.

### Вистави для туристів
На іподромі (довжина 244 м, ширина 52 м), який колись міг вмістити 15 тисяч осіб, влаштовуються платні вистави «Римське військове мистецтво і перегони на колісницях»: 45 легіонерів, котрі демонструють бойову підготовку, 10 гладіаторів, що б'ються «на смерть» тощо.
Перший рівень сцени Південного театру був відреставрований і сьогодні використовується для вистав. Завдяки дивовижній акустиці, звук з центру оркестри (сцени) чути на найдальших рядах.

### Фестивалі
Щорічного наприкінці липня — початку серпня в Джераші проводиться фестиваль, де виступають місцеві та зарубіжні групи й популярні виконавці, проходять балетні, театральні та оперні вистави, ярмарки ремесел. Все це відбувається на тлі яскраво освітлених руїн стародавнього міста.

## Транспорт
Через Джераш проходить сучасна автострада, яка пов'язує Амман з північною межею королівства і веде далі до Сирії. Від Аммана до Джераша можна дістатися всього за 40 хвилин на власному авто.

## Відомі мешканці
У Джераші народився прем'єр-міністр Йорданії Мудар Бадран.

## Галерея

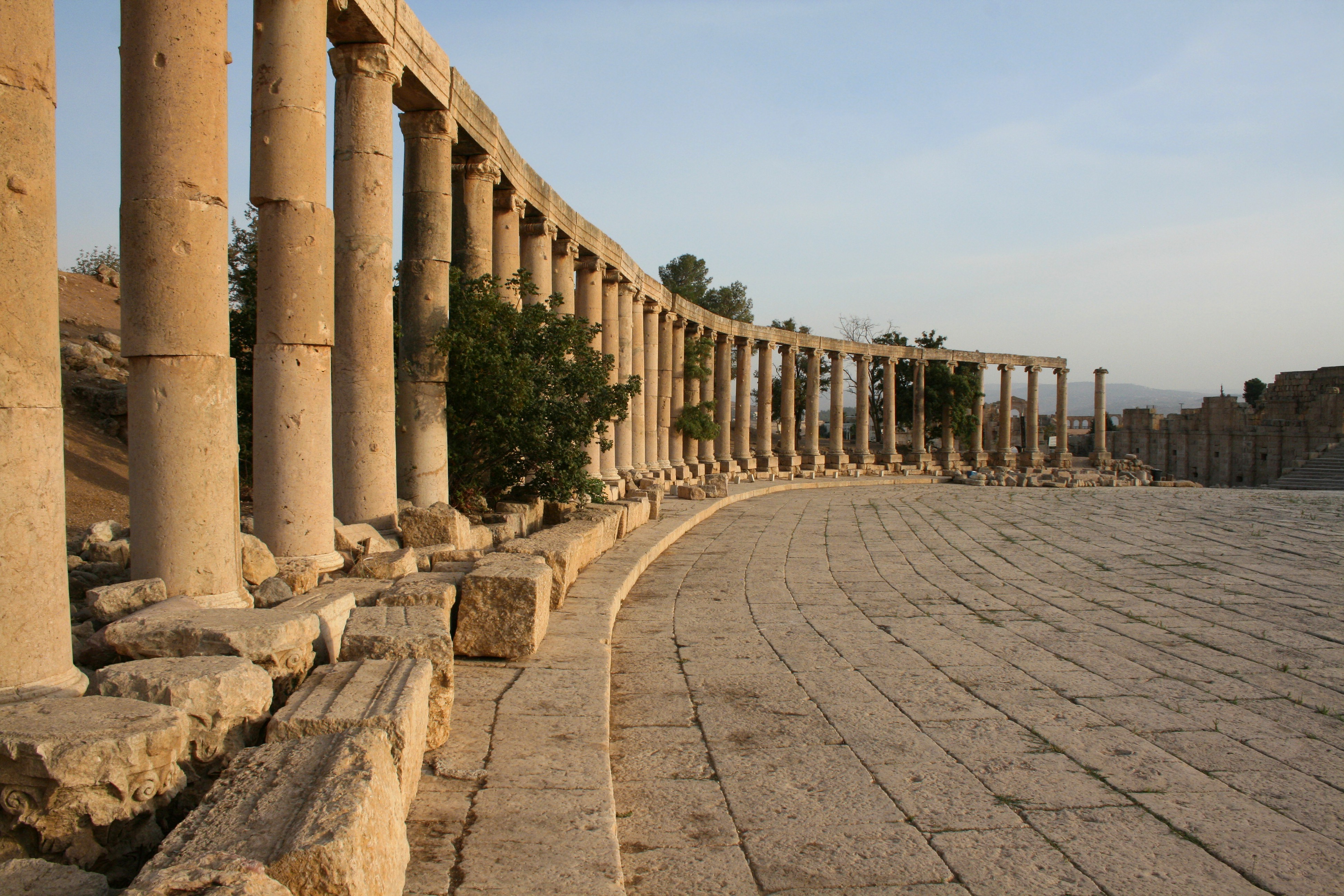
Овальний форум
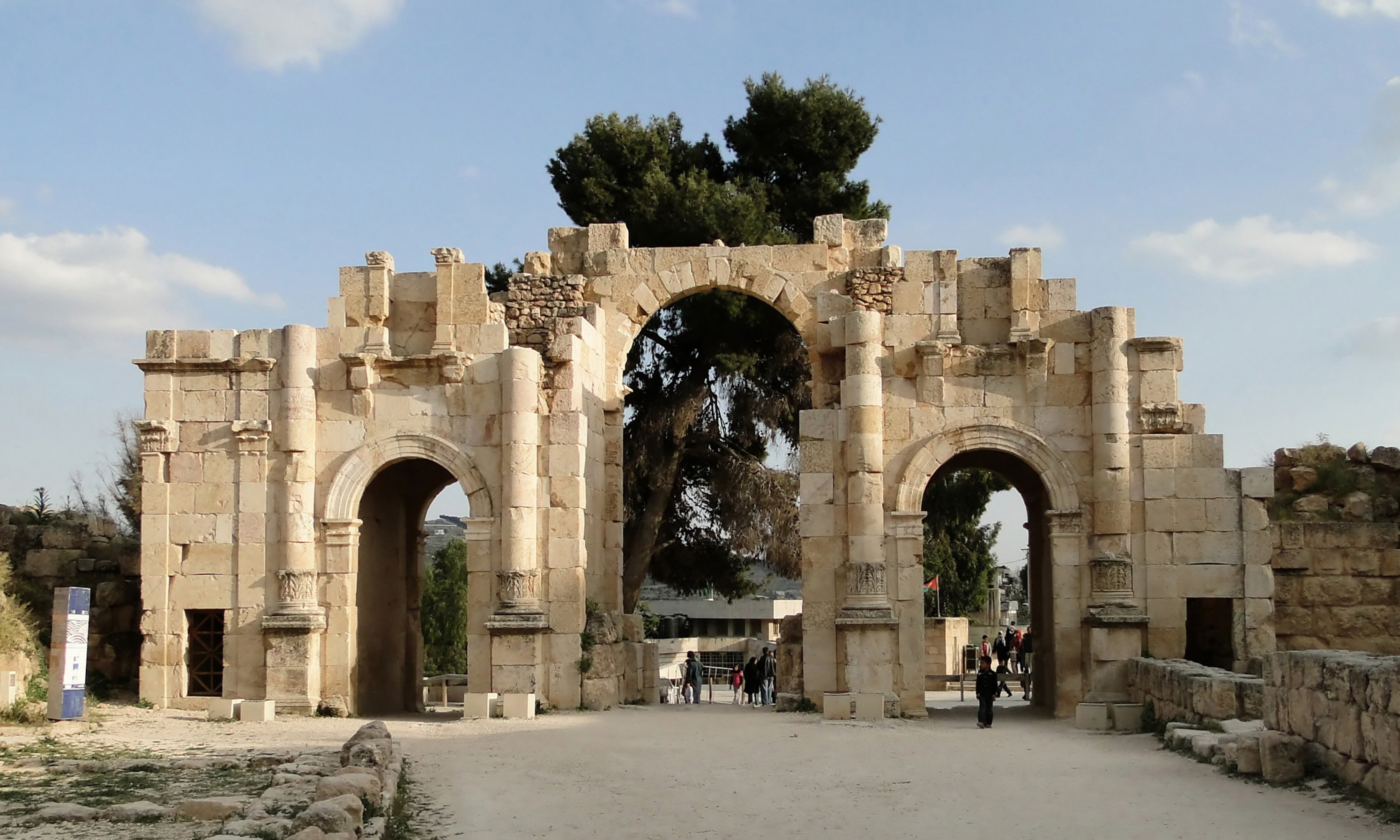
Південні ворота
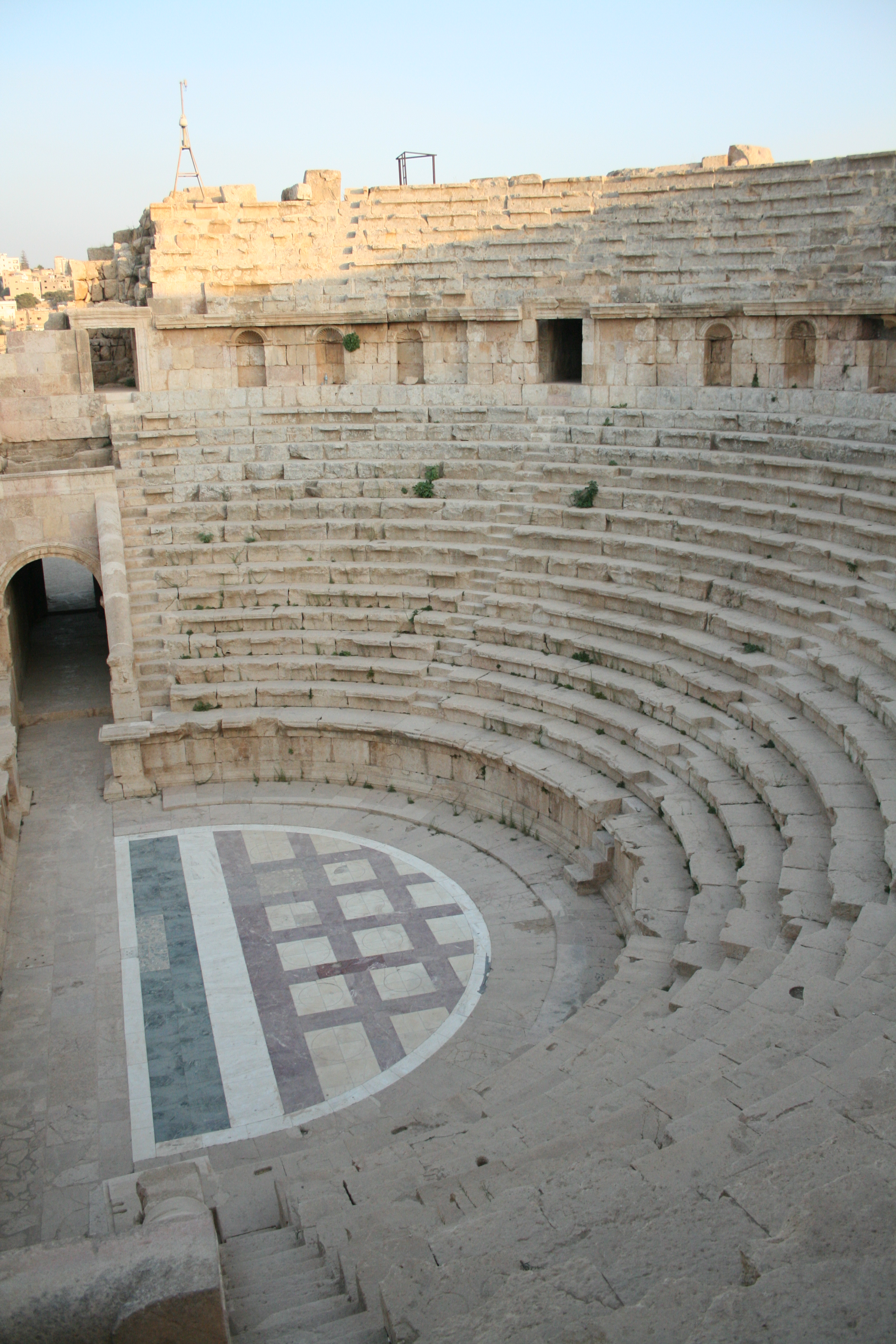
Північний театр
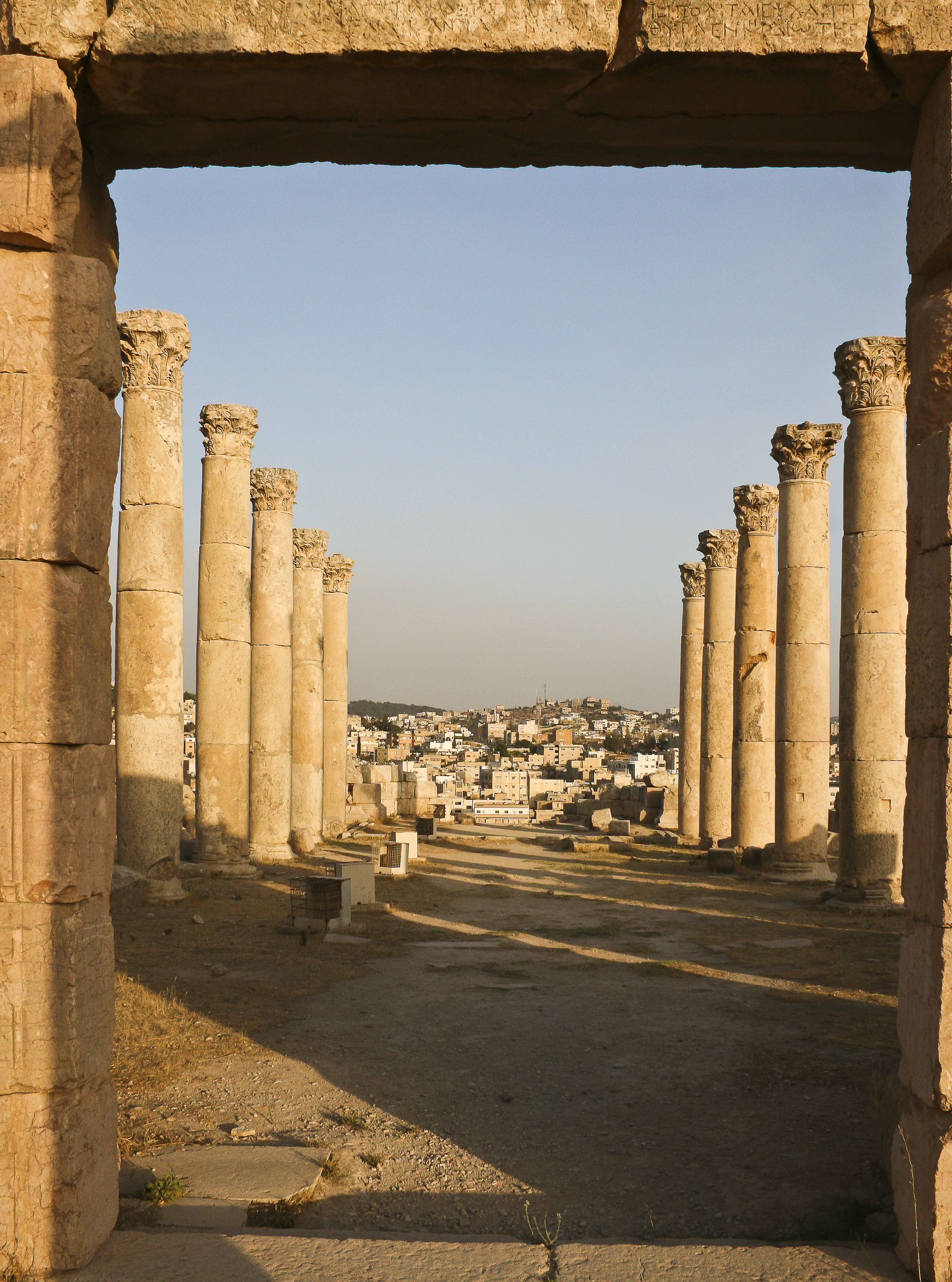
Кардо Максимус
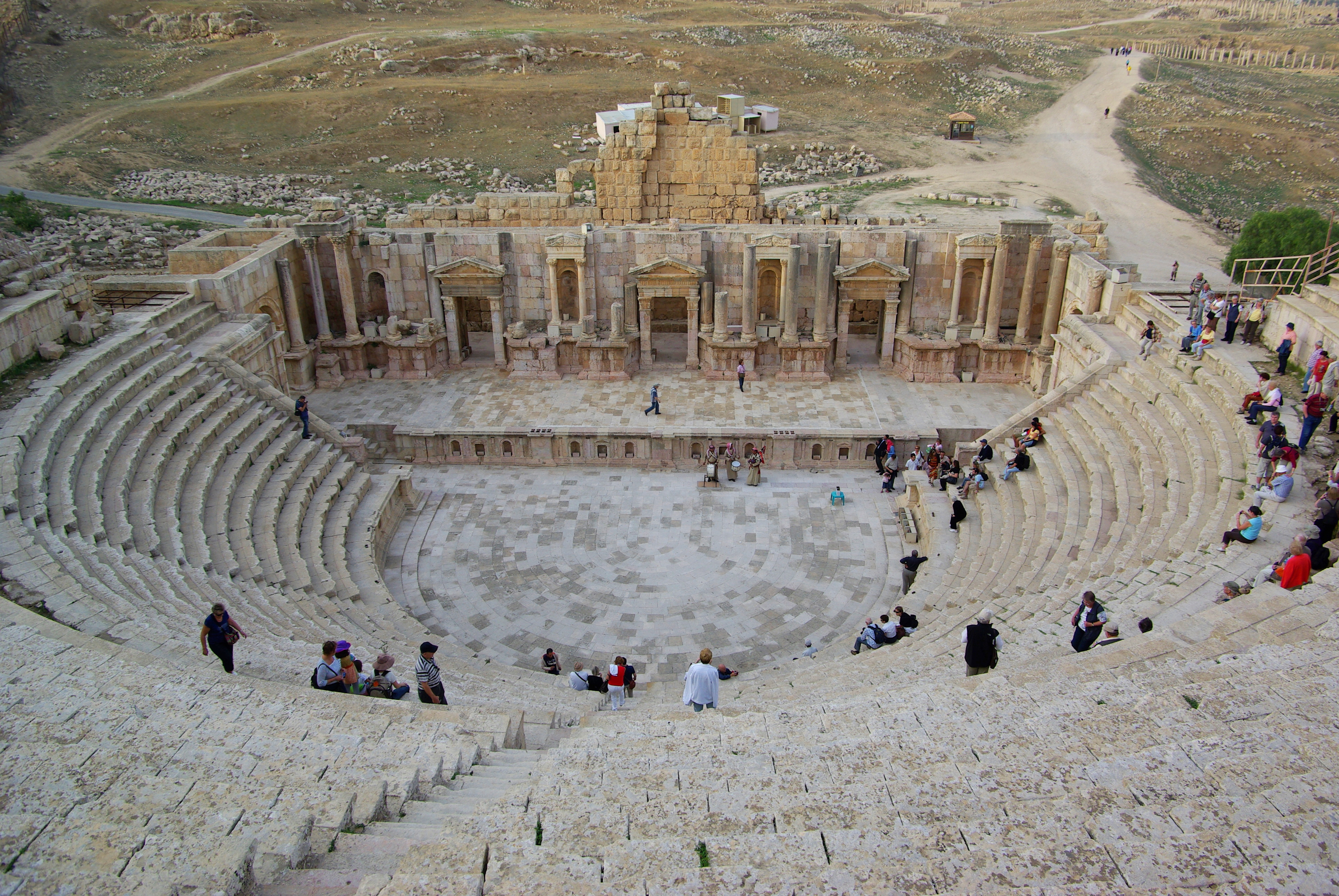
Південний театр
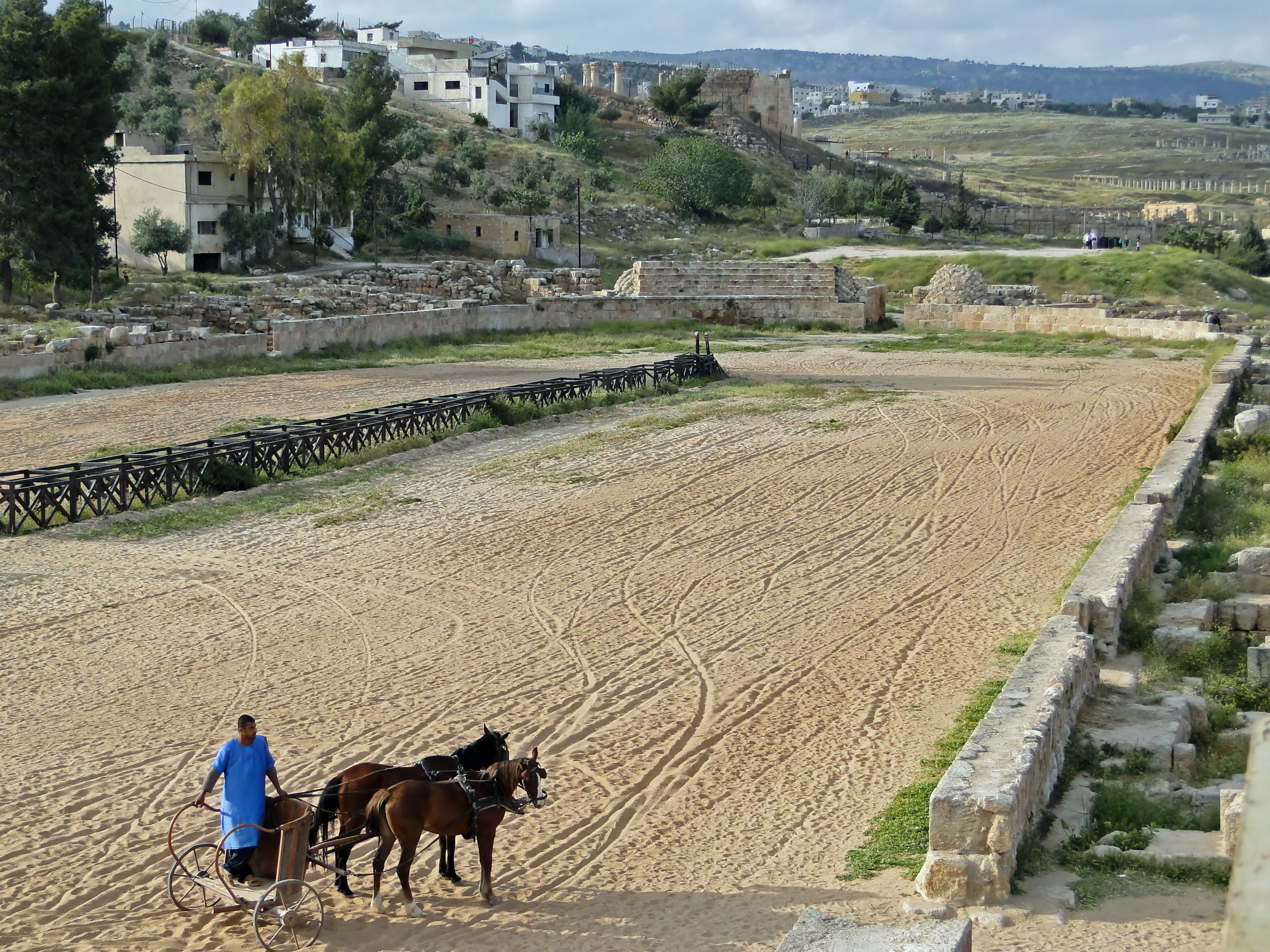
Іподром
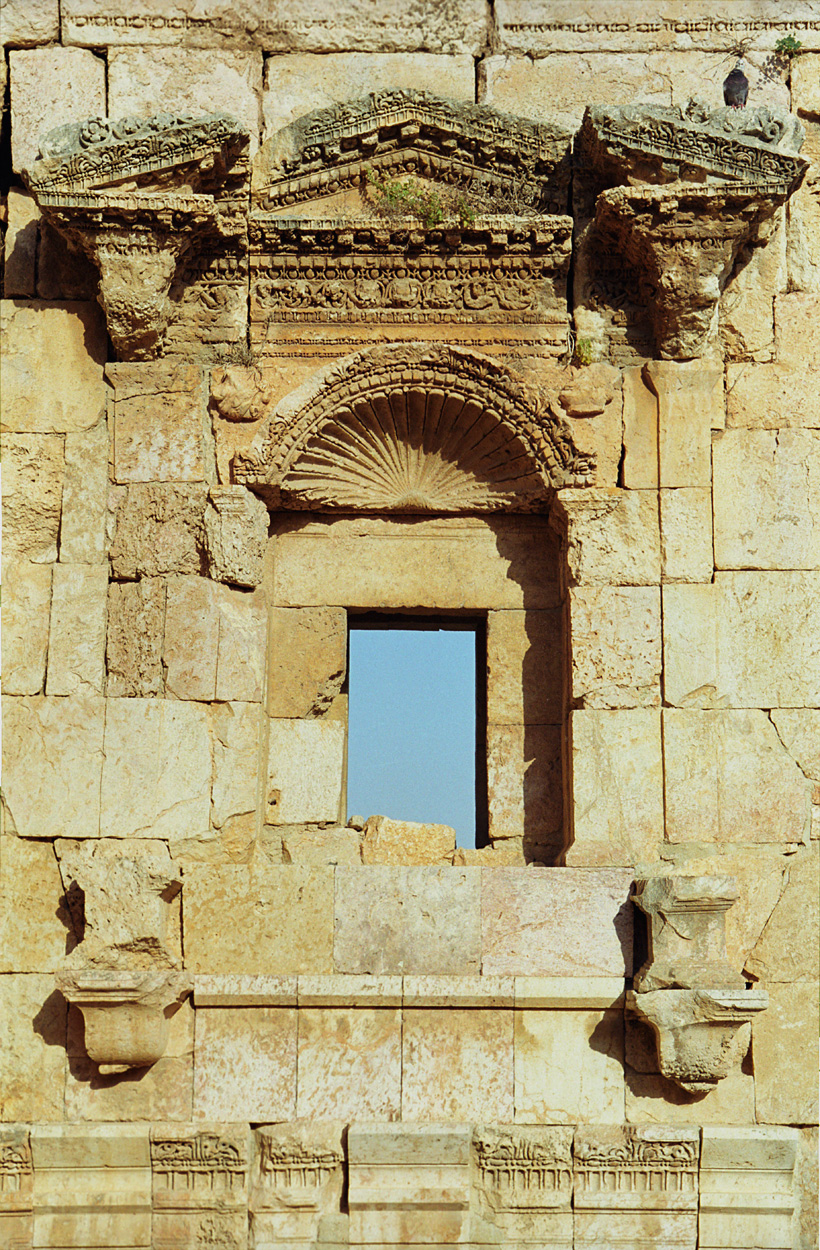
Ліпнина Храму Артеміди
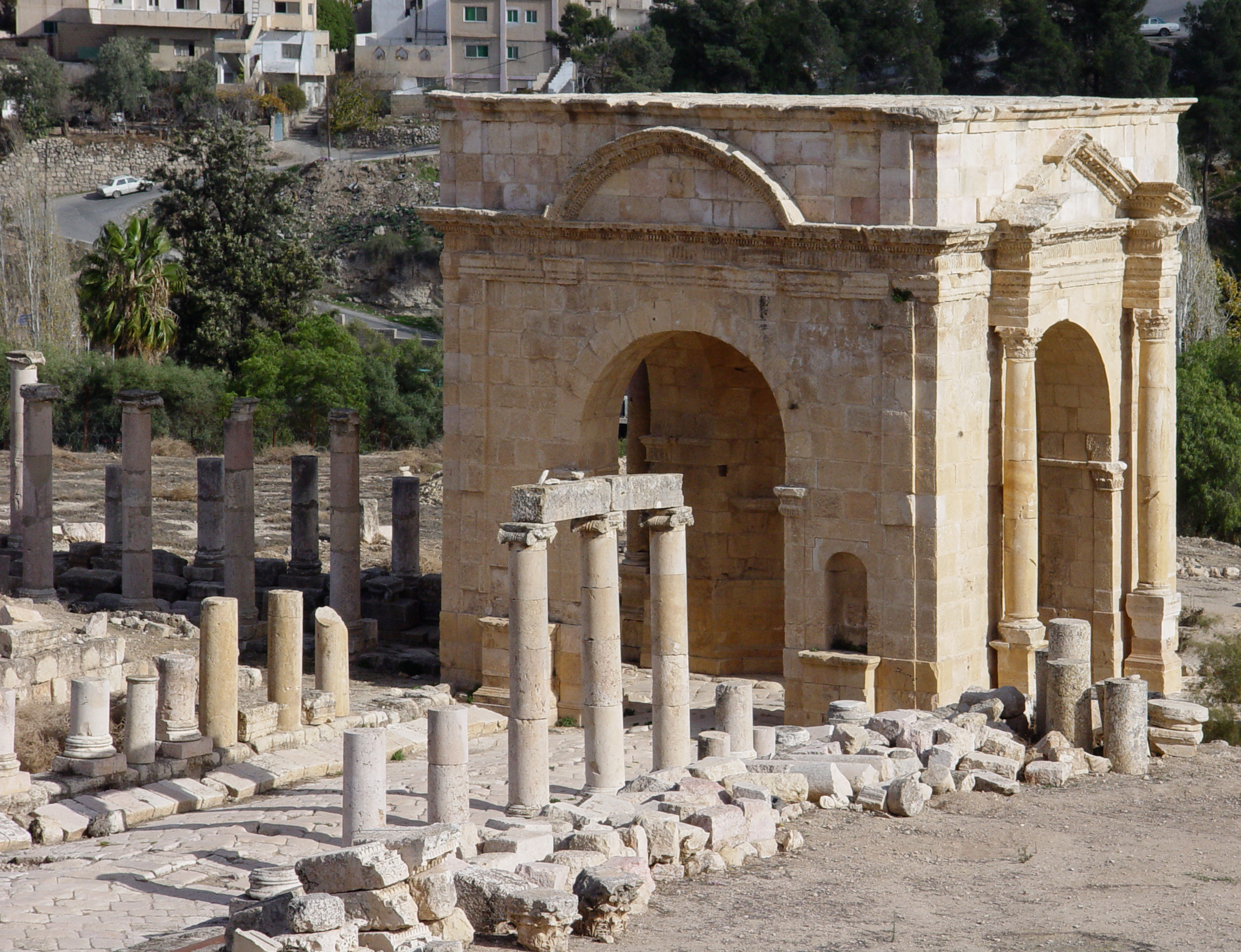
Північний Тетрапилон
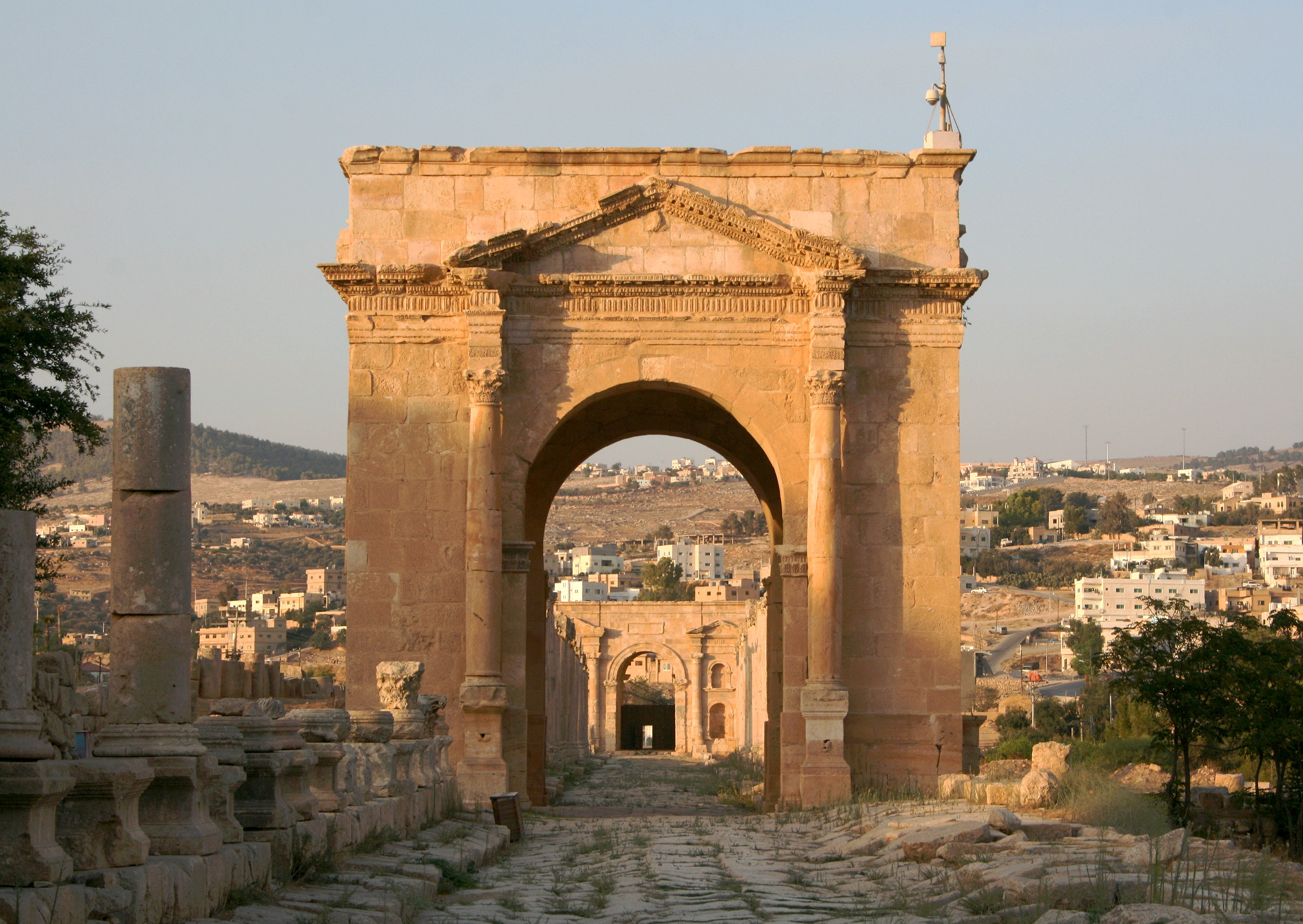
Північний Тетрапилон
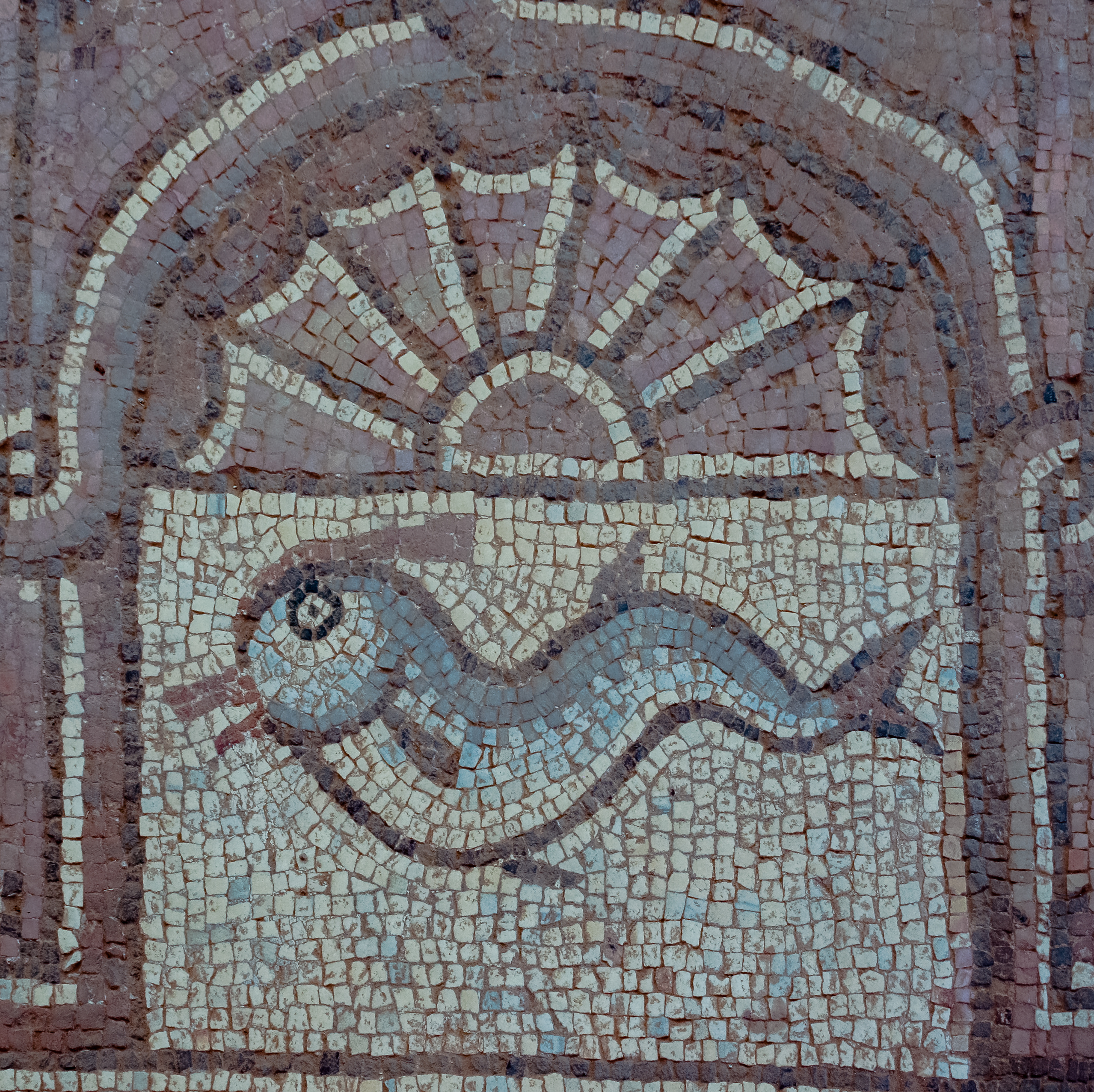
Мозаїка на християнській церкві
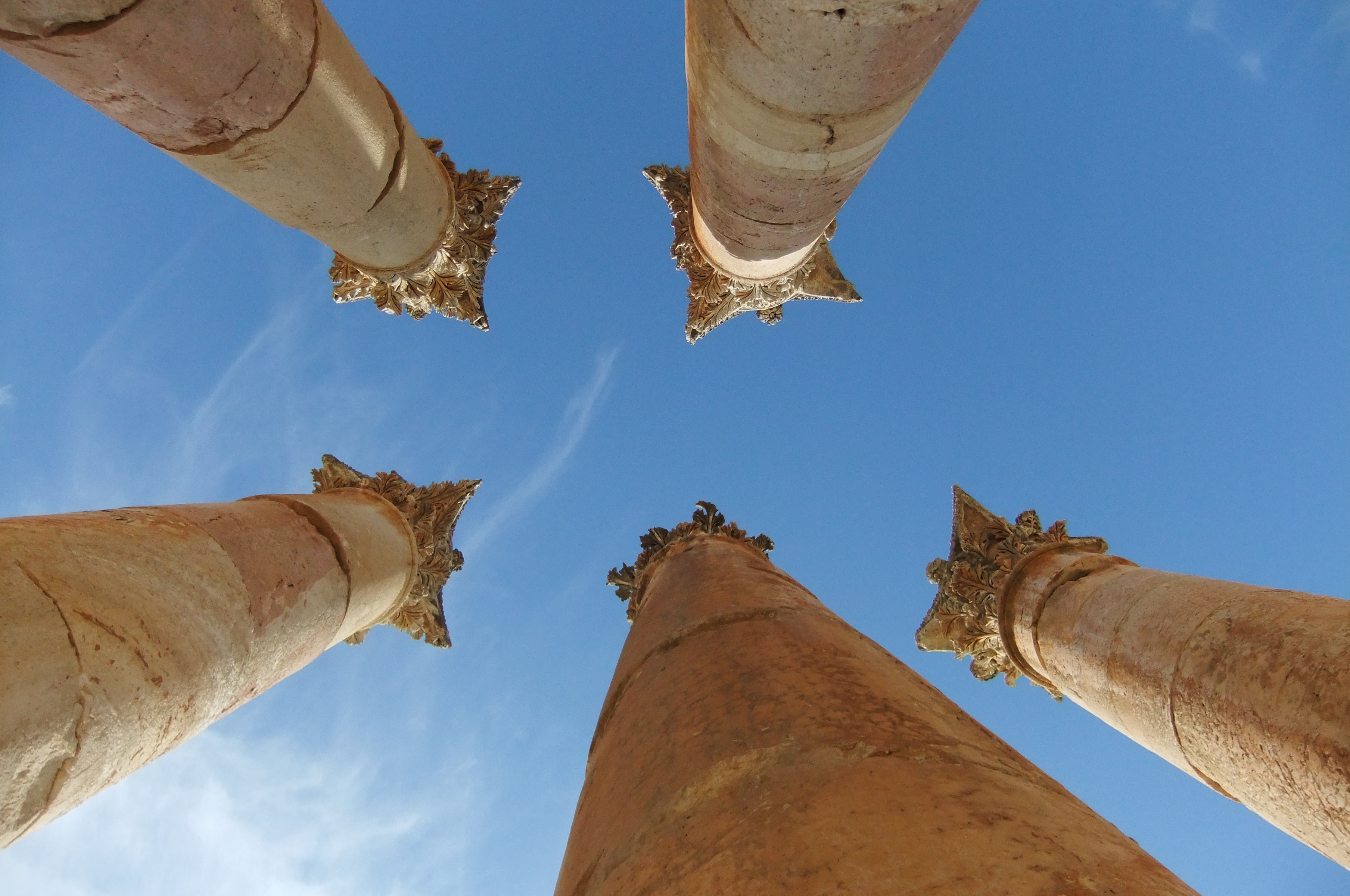
Колони
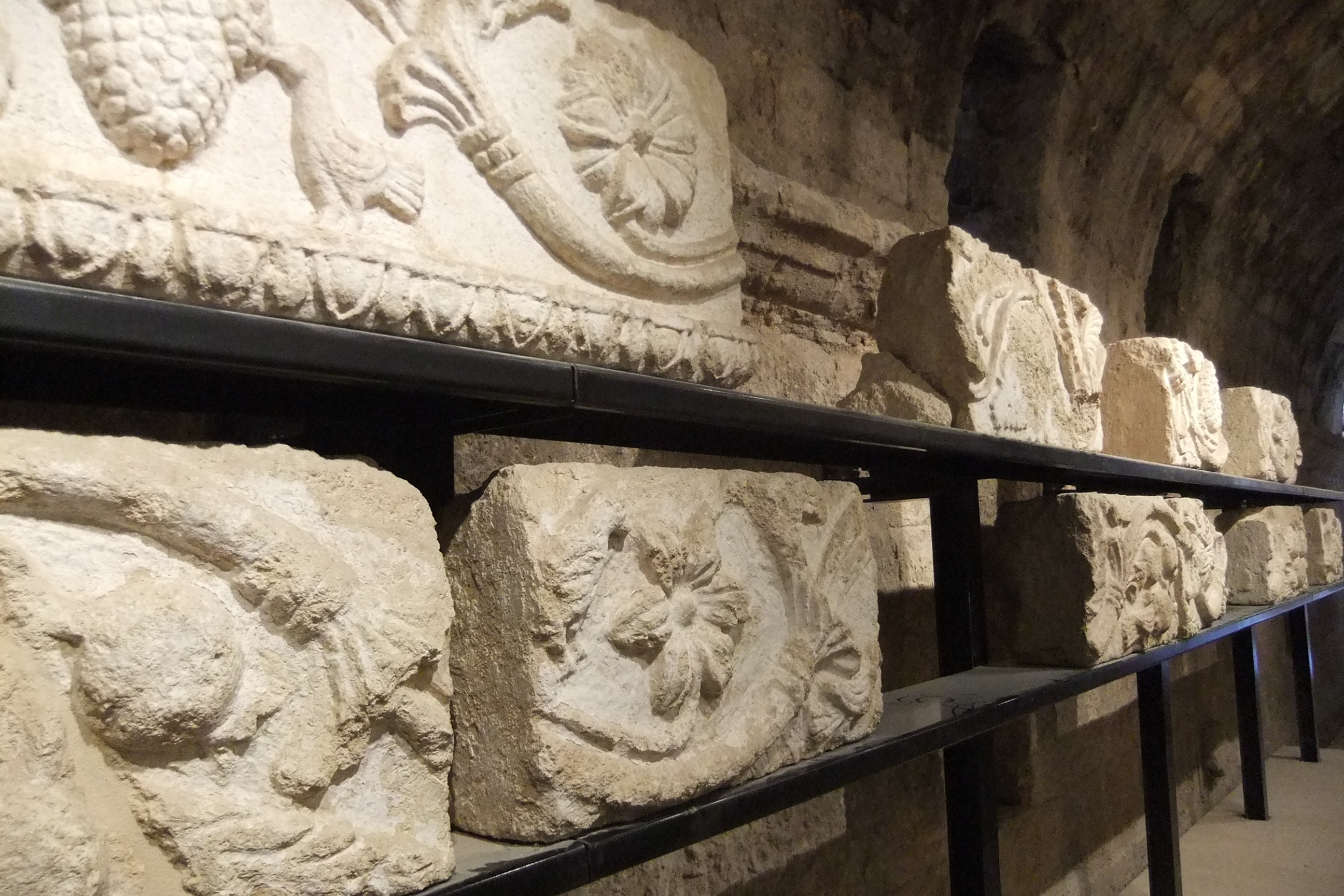
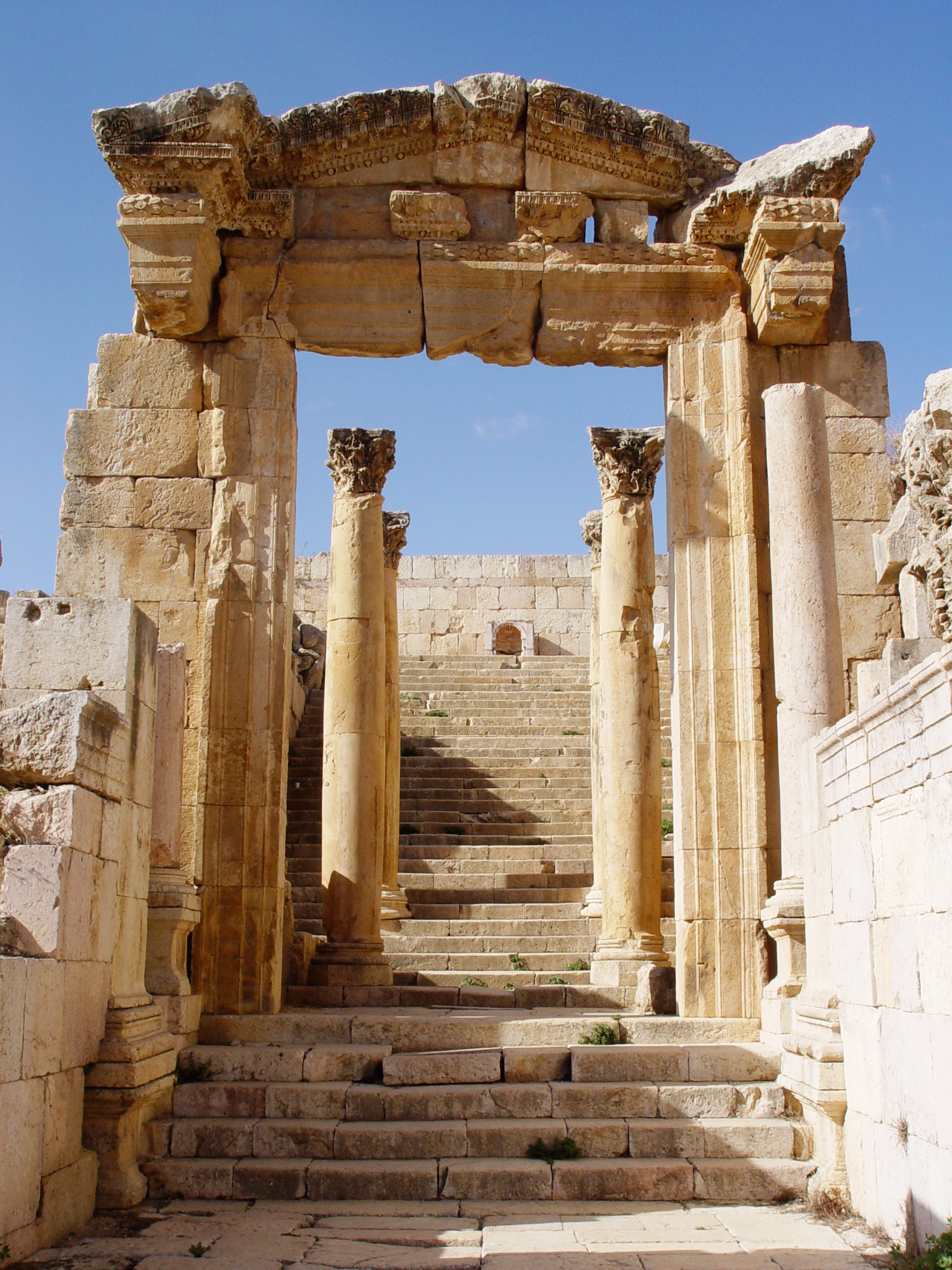
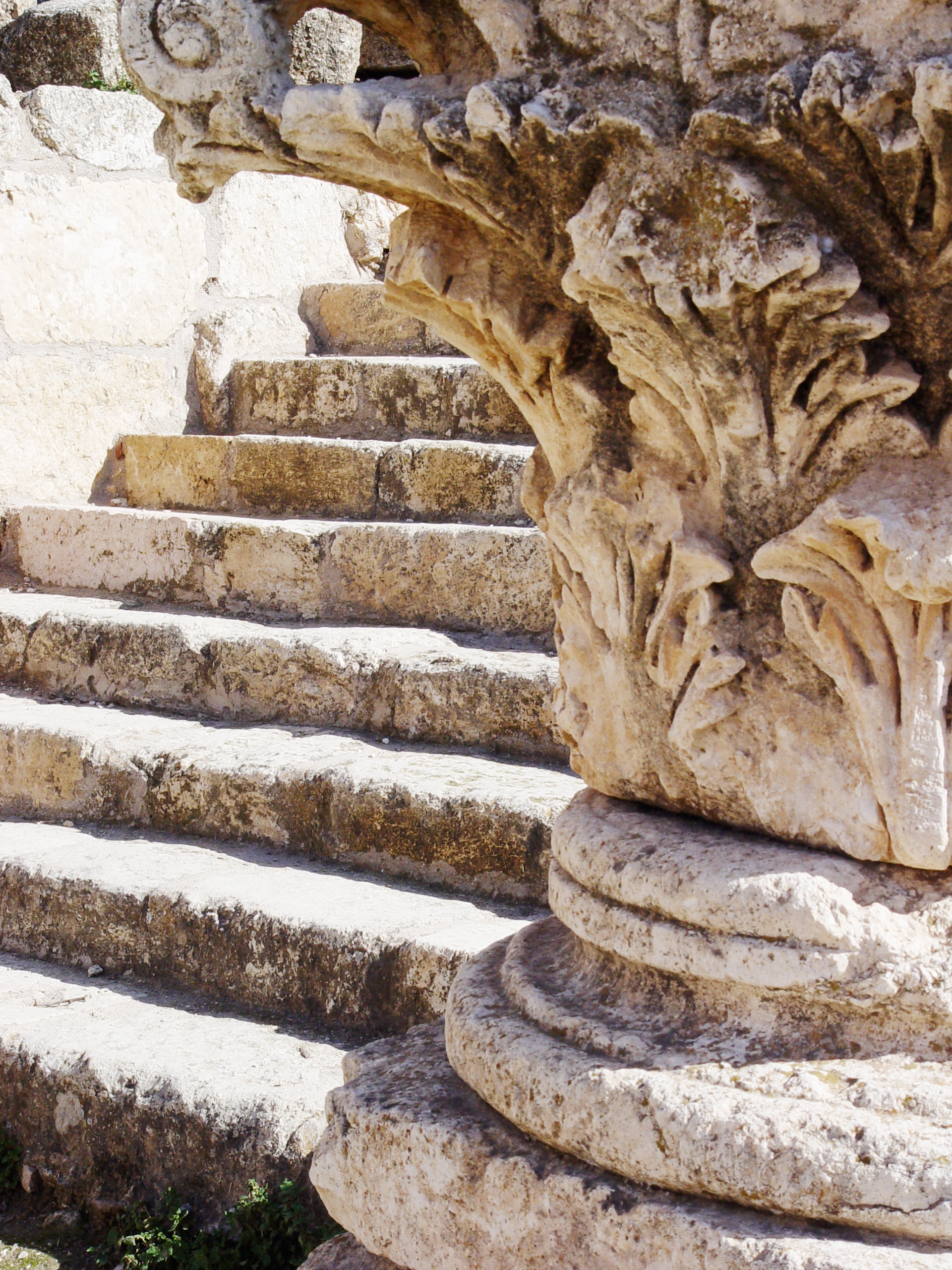
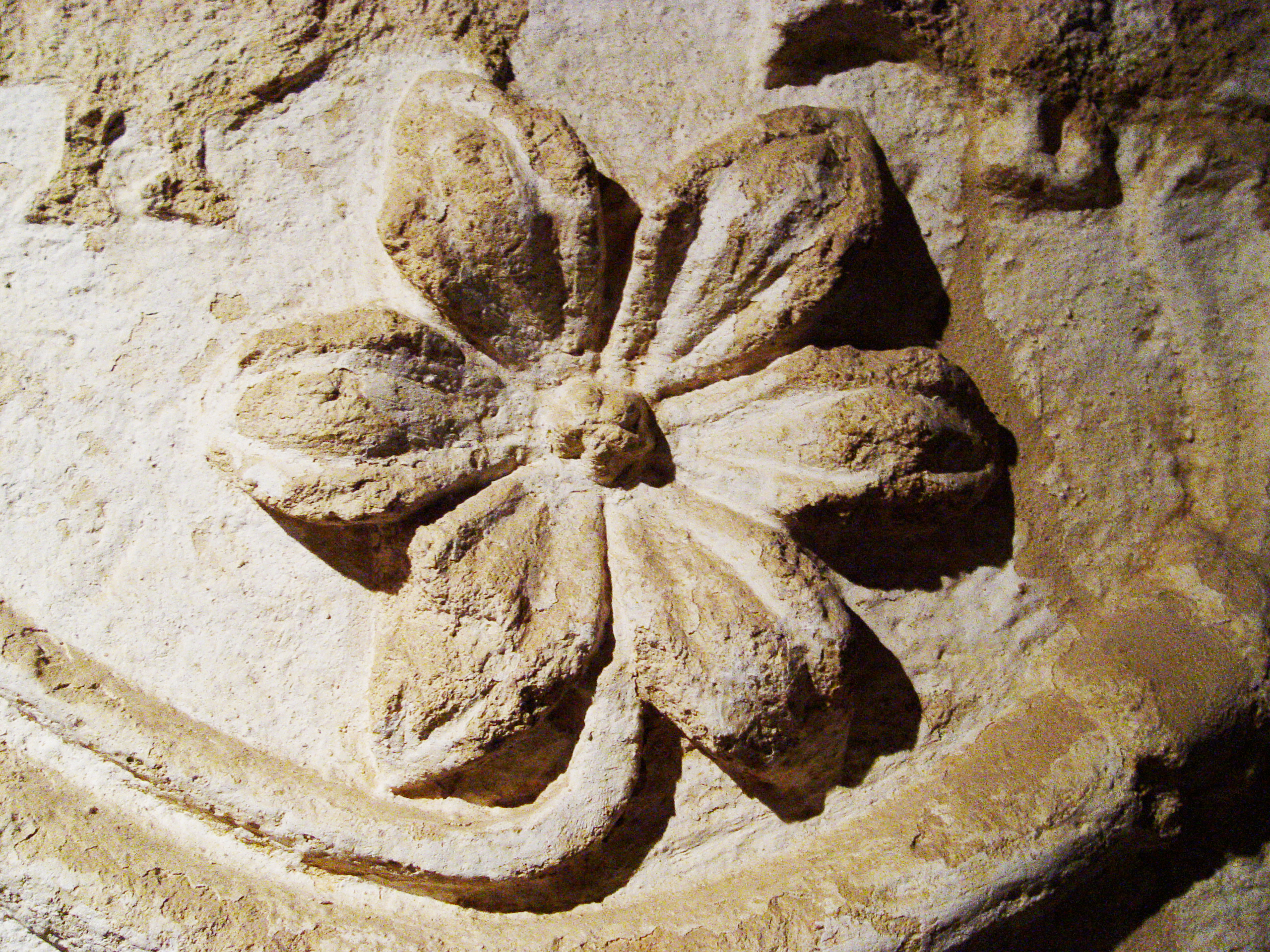
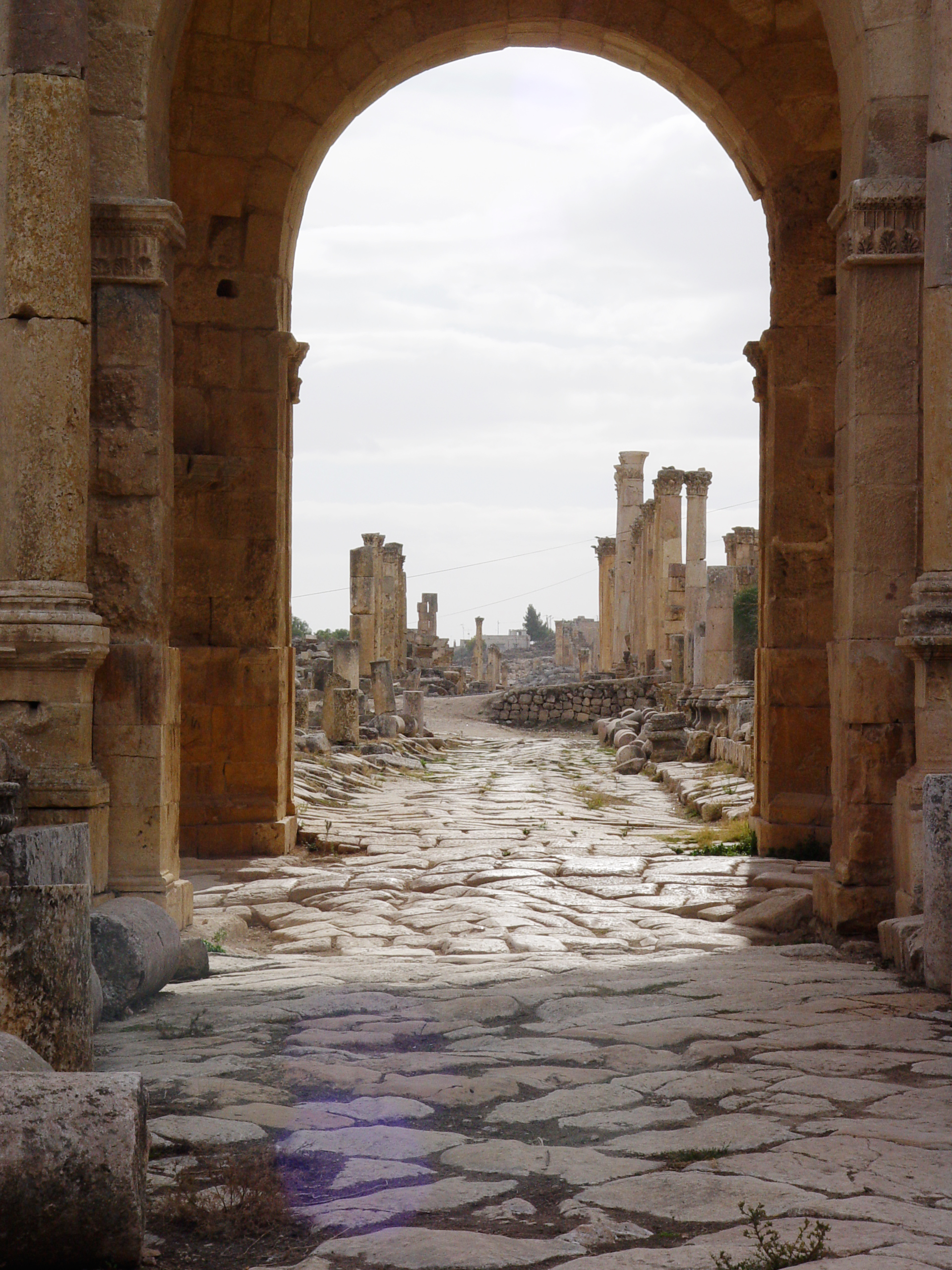
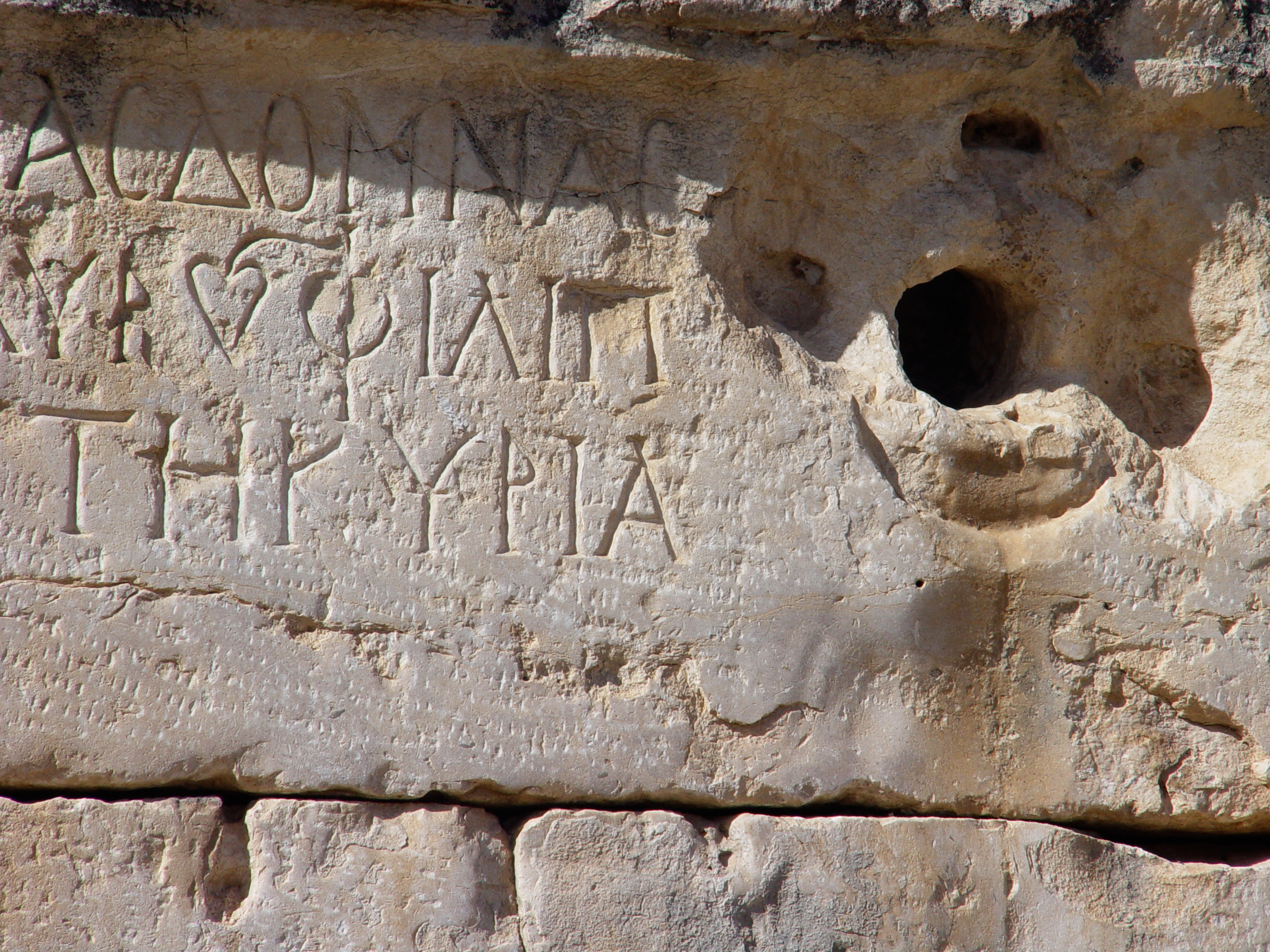